# Starlord
Pour le super-héros de l'univers Marvel, voir Star-Lord.
Starlord est un jeu vidéo de stratégie publié par MicroProse en 1993 sur PC et en 1994 sur Amiga.

## Univers
Le jeu se déroule dans un univers de science-fiction, dans un futur où la société est régie par une hiérarchie féodale dans laquelle le joueur cherche à progresser, jusqu’à devenir l’empereur de la galaxie.

## Modes de jeux
Le jeu propose deux modes de jeu. Dans le premier, le joueur ne contrôle qu’un personnage à la fois et si celui-ci meurt, il prend alors le contrôle d’un autre membre de sa famille. Dans le second, le joueur peut au contraire contrôler alternativement n’importe quel membre de la dynastie, quel que soit son grade dans la hiérarchie. Les seigneurs lui permettent par exemple de gérer la production de ressource des planètes qu’ils contrôlent, comme le carburant, l’eau, la nourriture, le minerai ou les vaisseaux spatiaux. De leur côté, les comtes, les ducs et les rois ne contrôlent pas directement la production mais disposent de moyens financier pouvant être investi dans une flotte de guerre, qui peut ensuite être utilisé pour conquérir de nouvelles planètes. Les batailles peuvent être résolues automatiquement ou sur une carte divisé en cases hexagonales, comme dans un wargame. Lors de ces combats, si le vaisseau amiral est impliqué dans un affrontement, le jeu bascule dans une phase de simulations où le joueur contrôle directement son vaisseau dans une environnement en trois dimensions,,

## Accueil
| Starlord |      |       |
| Média    | Pays | Notes |
| Gen4     | FR   | 73 %  |
| Joystick | FR   | 86 %  |
| Tilt     | FR   | 88 %  |